# Bosco di Scardavilla, Ravaldino
Bosco di Scardavilla, Ravaldino este o arie protejată (arie specială de conservare — SAC, sit de importanță comunitară — SCI) din Italia întinsă pe o suprafață de 455 ha, integral pe uscat.

## Localizare
Centrul sitului Bosco di Scardavilla, Ravaldino este situat la coordonatele 44°08′23″N 12°00′49″E / 44.139722°N 12.013611°E.

## Înființare
Situl Bosco di Scardavilla, Ravaldino a fost declarat sit de importanță comunitară în iunie 1995 pentru a proteja 30 de specii de animale. Situl a fost protejat și ca arie specială de conservare în martie 2019.

## Biodiversitate
Situată în ecoregiunea continentală, aria protejată conține 8 habitate naturale: Păduri ilirice de stejar și carpen (Erythronio-Carpinion), Pajiști uscate seminaturale și facies de acoperire cu tufișuri pe substraturi calcaroase (Festuco-Brometalia) (* situri importante pentru orhidee), Pajiști uscate europene, Formațiuni de Juniperus communis pe lande sau pajiști calcaroase, Galerii de Salix alba și de Populus alba, Lacuri eutrofice naturale cu vegetație de tip Magnopotamion sau Hydrocharition, Pseudostepă cu ierburi și specii anuale de Thero-Brachypodietea, Păduri de stejar alb estice.
La baza desemnării sitului se află mai multe specii protejate:
- păsări (22): pescăruș albastru (Alcedo atthis), fâsă-de-câmp (Anthus campestris), lăstunul mare (Apus apus), caprimulg (Caprimulgus europaeus), erete cenușiu (Circus pygargus), prepeliță (Coturnix coturnix), cuc (Cuculus canorus), lăstun de casă (Delichon urbicum), presură de grădină (Emberiza hortulana), Hippolais polyglotta, rândunică (Hirundo rustica), stârc pitic (Ixobrychus minutus), capîntortură (Jynx torquilla), sfrâncioc roșiatic (Lanius collurio), sfrâncioc cu cap roșu (Lanius senator), privighetoare (Luscinia megarhynchos), codobatura galbenă (Motacilla flava), muscar sur (Muscicapa striata), codroșul de pădure (Phoenicurus phoenicurus), turturică (Streptopelia turtur), silvie de câmp (Sylvia communis), pupăză (Upupa epops)
- amfibieni (1): Triturus carnifex
- mamifere (2): liliacul mare cu potcoavă (Rhinolophus ferrumequinum), liliacul mic cu potcoavă (Rhinolophus hipposideros)
- nevertebrate (4): croitorul mare al stejarului (Cerambyx cerdo), Euplagia quadripunctaria, rădașcă (Lucanus cervus), fluturele purpuriu (Lycaena dispar)
- reptile (1): țestoasa de baltă (Emys orbicularis)

Pe lângă speciile protejate, pe teritoriul sitului au mai fost identificate 8 specii de plante, 5 specii de amfibieni, 9 specii de mamifere, 2 specii de nevertebrate, 5 specii de reptile.